# Listă de reviste de filozofie
- Analele Universității București. Seria Filosofie
- Chora. Revue d`etudes anciennes et medievales
- International Journal of Aesthetics and Philosophy of Culture
- Journal for the Study of Religions and Ideologies
- Public Reason
- Revue ARCHES
- Revista de filosofie
- Revista de filosofie analitica
- Revue roumaine de philosophie
- Studia Phaenomenologica
- Studia Philosophia